# مناورة الملكة
مناورة الملكة هي افتتاحية في لعبة الشطرنج تبدأ بالحركات التالية:
1. d4 d5
2. c4
تعتبر مناورة الملكة واحدة من أقدم افتتاحيات الشطرنج المعروفة في اللعبة. وقد تم ذكرها في مخطوطة غوتنغن لعام 1490 وقد تم تحليلها لاحقا من قبل أساتذة مثل جواكينو غريكو في القرن السابع عشر. كما أوصى بها فيليب ستاما في القرن الثامن عشر، وتعرف أحيانا باسم مناورة حلب تيمنا به. لم تكن فتحات بيدق الملكة خلال المراحل الأولى من عمر الشطرنج أمرا شائعا حتى بطولة 1873 في فيينا.
عمل كل من ويلهلم ستينيتز وسيجبرت تاراشش على تطوير نظريات الشطرنج ودعم اللعب الموضعي، مما زاد من شعبية لعبة مناورة الملكة. وقد بلغت ذروتها في عشرينات وثلاثينات القرن العشرين. وتم لعب هذه المناورة في كل المباريات الـ 34 لبطولة العالم لعام 1927 بين خوسيه راؤول كابابلانكا وألكسندر ألخين، باستثناء مباراتين..
بعد استئناف نشاط الشطرنج الدولي بعد الحرب العالمية الثانية أصبحت هذه المناورة أقل تواترا، حيث أعرض العديد من اللاعبين السود على الفتحات المتناظرة، وقد مالوا إلى استخدام الدفاعات الهندية لمكافحة افتتاحات بيدق الملكة.
مازالت مناورة الملكة شائعة الاستعمال في الشطرنج، كما أنها مازالت تمثل جزءا هاما من خيارات افتتاحيات العديد من أساتذة الشطرنج الكبار.

## نظرة عامة
في 2.c4، يهدد الأبيض بتبادل بيدق الجناح (البيدق c) ببيدق المركز (بيدق d الأسود) والهيمنة على المركز مع e2–e4. لا يمكن اعتبار هذه الحركة مناورة حقيقية، حيث أن الأسود لا يمكنه الاحتفاظ بالبيدق، على سبيل المثال:1.d4 d5 2.c4 dxc4 3.e3 b5?  (يحاول الأسود حراسة بيدقه لكن عليه متابعة الانتشار مع 3...e5! 4.a4 c6? 5.axb5 cxb5?? 6.Qf3 والفوز بقطعة).
وتنقسم مناورة الملكة إلى فئتين رئيسيتين استنادا إلى رد الأسود: مناورة الملكة المقبولة ومناورة الملكة المرفوضة. في الأولى، يلعب الأسود 22...dxc4، متخليا مؤقتا عن المركز للحصول على انتشار أكثر حرية. أما في الثانية، فيختار الأسود التمسك بd5. عادة يكون الأسود متظايقا ولكنه يهدف إلى تبادل القطع واستخدام حركات البيدق في c5 و e5 لتحرير لعبته.

## التفريعات الرئيسية
بعد 1.d4 d5 2.c4:
- 2...dxc4 (مناورة الملكة المقبولة)
- 2...Nc6 (الدفاع التشيغوريني)
- 2...c5 (الدفاع المتماثل)
- 2...c6 (الدفاع السلافي)
- 2...e5 (مناورة ألبين المضادة)
- 2...e6 (مناورة الملكة المرفوضة)
- 2...Bf5!? (الدفاع البلطيقي)
- 2...Nf6?! (دفاع مارشال)
- 2...g6 (وظعية أليخين)

من الناحية الفنية، فإنه يمكن اعتبار أي رد للأسود مخالف لـ 2...dxc4 (أو في وقت لاحق ...dxc4التي تتحول إلى مناورة الملكة المقبولة) هي مناورة الملكة المرفوضة، ولكن يقع عادة تناول الدفاع السلافي والتشيغوريني، ومناورة ألبين المضادة بشكل منفصل. هناك الكثير من الخطط بعد الخطوة 2...e6، حيث تختلف كل منها عن الأخرى لدرجة إيجاد تناول منفصل لكل واحدة. ومن بين أهم الأمثلة على ذلك الدفاع الأرثوذكسي ودفاع تاراش. للمزيد من المعلومات راجع مناورة الملكة المرفوضة.
كما أن هناك العديد من الردود المحتملة الأخرى:
- الدفاع السلافي هو رد قوي، على الرغم من أن العديد من التحركات تكتيكية للغاية. إذا لعب الأسود...c6 و ...e6 (في أي ترتيب)، عندها يأخذ الافتتاح خصائص كل من الدفاع السلافي والدفاع الأرثوذكسي ويصنف على أنه دفاع شبه سلافي.
- ويأخذ دفاع تشيجورين اللعبة بعيدا عن التحركات الموضعية العادية لمناورة الملكة المرفوضة، وقد حازت على اعجاب ألكسندر موروزيفيتش في المستوى المتقدم.
- تعتبر مناورة ألبين المضادة محاولة حادة للاعب الأسود للحصول على الأسبقية. ولا تعتبر هذه المناورة شائعة في المستوى المتقدم للعبة ولكن يمكنها أن تكون سلاحا خطيرا في المستويات العادية.
- نادرا ما يتم استعمال الدفاع المتماثل. وعلى الرغم عدم رفضه تماما، إلا أنه يكون عادة لصالح الأبيض.
- إذا اختار الأبيض حركة فيانشيتو فيل الملك خاصته، فإن اللعبة تأخذ صبغة الافتتاحية الكاتالونية.
- على الرغم من ندرة استعمال الدفاع البلطيقي إلا أنه يبقى خيارا لا بأس به لبعض اللاعبين.
- يعتبر دفاع مارشال أضعف الردود المذكورة للاعب الأسود. وقد تمة تسمية هذه الحركة باسم فرانك مارشال، الذي كان أول من وضع هذه الخطوة، حيث استعملها لفترة وجيزة في العشرينيات من القرن العشرين قبل التخلي عنها.